# أولاد يحيى
أولاد يحيى منطقة جغرافية في صعيد مصر، كانت قديما تابعة لمديرية جرجا، ثم أصبح جزء منها يتبع مركز البلينا بعد انفصاله عن جرجا. وبعد إنشاء مركز دار السلام ألحقت به كل المنطقة إداريا.
وتنقسم إداريًا إلى اربع نواحى كبيرة (الزوازية وأولاد يحيى الحاجر وأولاد يحيى قبلي وأولاد يحيى بحري) كل ناحية منها تضم عددا من القرى والعزب والنجوع. فقرية أولاد يحي بحري تضم (نجع النواقش والمساعيد والدنافقة والقيزان وغيرها)

## أولاد يحيى في المصادر التاريخية
يذكر الأستاذ محمد رمزي في كتابة القاموس الجغرافي للبلاد المصرية أن المنطقة التي عليها أولاد يحيى الآن كانت تسمى شرقي المرج البحري؛ وهو مرج بني هميم قديما، وامتداده من جبل طوخ شمالا (عند التقاء الجبل بالنيل عند نفق الاحايوة) إلى قرية الخيام جنوبا، وينقسم إلى قبلي وبحري؛ وهو مذكور في الطالع السعيد بـ «أرض أفْيُود»؛ وذكرها أبو صالح الأرمني بـ «أرض أقنو»؛ وهذه المنطقة تشمل اليوم من الشمال (عند التقاء رأس الجبل بالنيل) إلى الجنوب بالترتيب نواحي أولاد يحيى بحري وأولاد يحيى الحاجر وأولاد يحيى قبلي ومزاته شرق ونجوع مازن وأولاد سالم بحرى وأولاد طوق وأولاد سالم قبلى والنغاميش والكشح وأولاد خلف والخيام.

### التقسيم الإداري
وفي العهد العثماني قسمت أراضي المرج إلى ثلاث نواح، هي: أولاد يحيى والخيام وأولاد طوق. وعلى الرغم من أن أول نزول أولاد يحيى كان بالسديرة بباطن الجبل التي لم تعد مأهولة اليوم، ثم في المناطق المتاخمة للجبل جنوب وشمال السديرة إلا أنه كما يبدو أن المنطقة الخصبة على نيل مصر قد استهوتهم ناحية الغرب، فانتشروا في هذه المنطقة من الجبل إلى النهر. وجاء في القاموس الجغرافي أن بلاد أولاد يحيى كانت تسمى قديما بـ «أولاد يحيى شرق المرج البحري». وكل القري شمالا وجنوبا كانت تابعة لها، بما في ذلك مزاتة ونجوع مازن؛ ثم قسمت في سنة 1888 إلى ناحيتين: أولاد يحيى قبلي، وكانت تابعة لمركز البلينا، وأولاد يحيى بحري، وكانت تابعة لمركز جرجا. ثم انفصلت مزاتة شرق عن أولاد يحيى قبلي إداريا في سنة 1875م مع نجوع مازن، ثم انفصلت نجوع مازن عن مزاتة شرق سنة 1900م.وفي عام 1900م سميت المنطقة الشرقية المتاخمة للجبل من (أولاد يحيى قبلى) باسم (أولاد يحيى الحاجر) نسبة إلى قرية (الحاجر) أقدم قرى أولاد يحيى، بينما احتفظت المنطقة الغربية المتاخمة للنيل بالاسم القديم (أولاد يحيى قبلي).

### في الخطط التوفيقية
وذكرها علي باشا مبارك في الخطط التوفيقية، فقال:
«أولاد يحيى قرية من قرى جرجا في شرق النيل، وفي شرقي البلابيش بقرب الجبل، وفي شمال مزاته بنحو ثلثي ساعة، وهي قرية عامرة ذات مساجد ونخيل ومضايف، وفيها جياد الخيل، ولأهلها كرم وشهامة، يترفعون عن سفاسف الأمور (...) ويكرمون ضيفهم ويحملون نزيلهم. ومن أهلها علي أغا البهنساوي، عمدة شهير كان ناظر قسم الشرق من تلك المديرية أيام العزيز محمد علي. وفي هذه القرية مات الأمير رضوان كاتخذا الجلفي في سنة 1169» (خطط على مبارك ج 8 ص 334)
ويبدو أن موقعها شرق جرجا، وكذلك تسمية أراضيها بشرقي المرج البحري قد جعل القدماء يطلقون عليها «شرق أولاد يحيى» أو «شرقية أولاد يحيى». فقد قال العلامة السيد المرتضى الزبيدي عند كلامه عن لفظ «شرقية» في قاموس "تاج العروس": والشرقيةُ: كُورَة بمِصرَ بل كورٌ كثيرة تُعرَف بذلِك، منها: شَرقِيةُ بُلْبَيس، وهي التي عناها المَصنف، وتُعرَف بالحَوْف، وشَرْقية المَنْصُورة، وشَرْقِيَّةُ إِطْفِيح، وشَرْقِيةُ مَنوف، وشَرْقِيَّةُ سيلِين، وشَرْقيةُ العَوّام، وشَرْقِية أَولادِ يَحْيَى، وشَرْقِيَّةُ أّولادِ مَنّاع.

### في تاريخ الجبرتي
ومن قراءة في تاريخ الجبرتي "عجائب الآثار"، الذي ذكر فيه: «شرق أولاد يحيى» حوالي 10 مرات، يمكن أن نستنتج أن بلادهم كانت مركزا لتجمع قبائل الصعيد في الشدائد والحروب، كما أنها كانت مأوى آمنا لأمراء المماليك الفارين من مركز القيادة في القاهرة بعد محاولات الانقلاب التي كانت كثيرة الحدوث في الدولة المملوكية، التي عرفت بتنافس أمراءها وغدر بعضهم بالآخر. فكانوا يجدون الأمان في بلاد أولاد يحيى، التي كانت تسمى شرق أولاد يحيى، كما أشرنا.

### أسماء القرى والنجوع
أولاد يحيى الحاجر : وتضم الحاجر، سيول الحاجر، نجوع العزبة، جبل العزبة، سيول العزبة، الكرنك، سيول الكرنك، أولاد أبو بكر، نجع عمار، سبول أولاد أبو بكر ونجع عمار.
أولاد يحيى قبلي: وتضم نجع الحسين، العصارة، الغرقان، بني خالد، الحدانسة، البرج، الشناهرة، المراغمة، الزوازية.
أولاد يحيى بحري: وتضم الشيخ جامع، المشايخ، الدنافقة، الحرجة، الدير، المساعيد، القيزان، نجع عسيري.